# Neocrepidodera crassicornis
Neocrepidodera crassicornis là một loài bọ cánh cứng trong họ Chrysomelidae. Loài này được Faldermann miêu tả khoa học năm 1837.